# Blaca (Tutin)
Pour les articles homonymes, voir Blaca.
Blaca (en serbe cyrillique : Блаца) est un village de Serbie situé dans la municipalité de Tutin, district de Raška. Au recensement de 2011, il comptait 8 habitants.

## Démographie
| 1948 | 1953 | 1961 | 1971 | 1981 | 1991 | 2002 | 2011 |
| ---- | ---- | ---- | ---- | ---- | ---- | ---- | ---- |
| 148  | 87   | 71   | 77   | 87   | 75   | 33   | 8    |

|  |